# The Last Mimzy
The Last Mimzy is een Amerikaanse sciencefictionfilm uit 2007, geregisseerd door Bob Shaye. Het verhaal is losjes gebaseerd op het korte sciencefictionverhaal "Mimsy Were the Borogoves" uit 1943, geschreven door Lewis Padgett (het pseudoniem van Henry Kuttner en C. L. Moore). De hoofdrollen in de film worden gespeeld door Rhiannon Leigh Wryn, Chris O'Neil, Rainn Wilson en Joely Richardson.

## Verhaal
De film wordt verteld als een flashback. In de verre toekomst probeert de mensheid een milieuramp die de wereld bijna fataal wordt teniet te doen door geavanceerde apparaten, vermomd als 20e-/21e-eeuws speelgoed, terug in de tijd te sturen.
Een aantal van deze speeltjes belanden in handen van twee kinderen: Noah en Emma, die met hun ouders, Jo en David, in het Seattle van begin 21e eeuw wonen. Emma is vooral geobsedeerd door een speelgoedkonijn, dat ze Mimzy noemt. De kinderen ontdekken al snel dat er meer aan de hand is met de speeltjes dan op het eerste gezicht lijkt, en houden hun ontdekking dan ook verborgen voor hun ouders. Het speelgoed zorgt ervoor dat Noah en Emma allebei intelligentie ontwikkelen tot ver boven het normale niveau van kinderen van hun leeftijd. Verder geeft het hen speciale krachten zoals teleportatie, telepathie en communicatie met geleedpotigen. Dankzij Mimzy leert Emma steeds meer over het speelgoed, en wat het ware doel ervan is.
De veranderingen bij hun kinderen trekt uiteindelijk de aandacht van Jo en David, evenals de leraren van Noah en Emma. Wanneer de twee met het speelgoed per ongeluk een stroomstoring veroorzaken die de hele westkust treft, gaat ook de FBI zich met het gezin bemoeien. De familie wordt gearresteerd op verdenking van terrorisme. Mimzy wordt onderzocht, en blijkt van binnen te bestaan uit zwaar geavanceerde nanotechnologie gemaakt door Intel Corporation, waardoor duidelijk wordt dat hij uit de toekomst komt. Mimzy blijkt ook een boodschap uit de toekomst bij zich te hebben; door vervuiling is het DNA van de toekomstige mens beschadigd geraakt. Mimzy is een van een groot aantal soortgelijke speelgoedkonijnen die terug in de tijd zijn gestuurd in de hoop onvervuild DNA te vinden waarmee dit kan worden teruggedraaid, maar tot nu toe zonder succes. Emma’s Mimzy is de laatste die nog over is. Emma en Noah begrijpen nu ook het doel van de andere speeltjes; dit zijn onderdelen om een tijdmachine te bouwen waarmee Mimzy terug naar de toekomst kan worden gestuurd als hij het DNA eenmaal verzameld heeft.
Noah en Emma ontsnappen die nacht uit het FBI-hoofdkwartier en bouwen de tijdmachine. Mimzy keert terug naar de toekomst, alwaar met het DNA van Emma de mensheid zichzelf kan redden. Als gevolg hiervan staat Emma in de toekomst nu bekend als de moeder van alle huidige generaties.

## Rolverdeling
- Rhiannon Leigh Wryn - Emma Wilder
- Chris O'Neil - Noah Wilder
- Timothy Hutton - David Wilder
- Joely Richardson - Jo Wilder
- Rainn Wilson - Larry White
- Kathryn Hahn - Naomi Schwartz
- Michael Clarke Duncan - FBI Special Agent Nathaniel Broadman
- Kirsten Williamson - Sheila Broadman
- Marc Musso - Harry Jones, Noah's best friend
- Irene Snow - Lena

## Achtergrond

### Ontwikkeling en productie
The Last Mimzy is een bewerking van het korte sciencefictionverhaal "Mimsy Were the Borogoves" van Lewis Padgett. Dit verhaal verscheen voor het eerst in John W. Campbell's tijdschrift Astounding in 1943. Zowel de titel van dit verhaal als die van de film zijn afgeleid van de derde zin uit het gedicht Jabberwocky, afkomstig uit Lewis Carroll's roman Through the Looking Glass.
Het scenario voor de film werd geschreven door Bruce Joel Rubin (bekend van Ghost, Deep Impact) en Toby Emmerich (Frequency).

### Ontvangst
Reacties op de film waren gemengd. Sommige critici vonden het een geschikte familiefilm, met name voor kinderen, maar anderen vonden de verhaallijn te warrig en te vol met subplots voor een film die toch vooral gericht was op jonge kijkers. Op Rotten Tomatoes scoort de film 53% aan positieve beoordelingen.

### Filmmuziek
De muziek voor de film werd gecomponeerd door Howard Shore, die ook verantwoordelijk was voor de muziek van de The Lord of the Rings-trilogie. Voormalig Pink Floyd-lid Roger Waters droeg bij aan het lied "Hello (I Love You)".
1. "The Mandala" – 1:37
2. "Whidbey Island" – 3:21
3. "Under The Bed" – 2:46
4. "Cuddle" – 1:28
5. "Beach" – 1:59
6. "Scribbles" – 2:39
7. "Blackout" – 3:17
8. "Palm Readings" – 4:12
9. "I Love The World" – 0:52
10. "Help!" – 1:20
11. "I Have To Look" – 4:20
12. "Can I Talk?" – 5:26
13. "Eyes" – 2:15
14. "The Tear" – 4:07
15. "Through The Looking Glass" – 5:03
16. "Hello (I Love You)" (with Roger Waters) – 6:16

## Prijzen en nominaties
In 2008 werd “The Last Mimzy” genomineerd voor zes prijzen:
- Twee Saturn Awards:
  - Beste optreden van een jonge acteur (Rhiannon Leigh Wryn)
  - Beste sciencefictionfilm
- Vier Young Artist Awards
  - Beste familiefilm
  - Beste jonge acteur (Chris O'Neil)
  - Beste jonge actrice (Rhiannon Leigh Wryn)
  - Beste jonge acteurs.